# HVC in het seizoen 1972/73
Het seizoen 1972/1973 was het 19e jaar in het bestaan van de Amersfoortse betaaldvoetbalclub HVC. De club kwam uit in de Eerste divisie en eindigde daarin op de 16e plaats. Tevens deed de club mee aan het toernooi om de KNVB Beker, hierin werd in de eerste ronde verloren van De Volewijckers (0–2).

## Wedstrijdstatistieken

### Eerste divisie
|       | SC Cambuur | FC Dordrecht | Eindhoven | Fortuna | Fortuna SC | De Graafschap | Heerenveen | Helmond Sport | Heracles | PEC Zwolle | Roda JC | SVV   | Veendam | Vitesse | Volendam | De Volewijckers | FC VVV | Wageningen | Willem II |
| ----- | ---------- | ------------ | --------- | ------- | ---------- | ------------- | ---------- | ------------- | -------- | ---------- | ------- | ----- | ------- | ------- | -------- | --------------- | ------ | ---------- | --------- |
| Thuis | 2 – 1      | 1 – 1        | 1 – 0     | 1 – 1   | 1 – 1      | 1 – 1         | 2 – 0      | 0 – 1         | 2 – 0    | 3 – 3      | 1 – 1   | 0 – 0 | 1 – 1   | 2 – 4   | 1 – 2    | 2 – 3           | 1 – 1  | 0 – 1      | 1 – 1     |
| Uit   | 3 – 1      | 2 – 1        | 2 – 2     | 1 – 1   | 0 – 0      | 1 – 1         | 0 – 0      | 0 – 0         | 2 – 2    | 3 – 2      | 2 – 0   | 3 – 2 | 1 – 0   | 3 – 2   | 2 – 0    | 1 – 0           | 1 – 1  | 0 – 1      | 2 – 1     |

### KNVB Beker
| 1e ronde                                     | HVC | 0 – 2 (0 – 0) | De Volewijckers                        |
| 29 oktober 1972 Plaats: Amersfoort Birkhoven |     |               | 63' Toon den Boer 70' Teun-Jan Jongens |

## Statistieken HVC 1972/1973

### Eindstand HVC in de Nederlandse Eerste divisie 1972 / 1973
| Stand | Gespeeld | Gewonnen | Gelijk | Verloren | Punten | Doelpunten voor | Doelpunten tegen |
| ----- | -------- | -------- | ------ | -------- | ------ | --------------- | ---------------- |
| 16e   | 38       | 5        | 18     | 15       | 28     | 40              | 52               |

### Topscorers
| #      | Naam                | Goal |
| ------ | ------------------- | ---- |
| 1.     | Joop van Maurik     | 11   |
| 2.     | Iwan Fränkel        | 6    |
| 2.     | Dick Teunissen      | 6    |
| 4.     | Serry Nieuwhoff     | 5    |
| 5.     | Ruud Maas           | 4    |
| 6.     | Bas Peters          | 3    |
| 7.     | Gertie Calot        | 2    |
| 8.     | Frits van der Klift | 1    |
| 8.     | Bert Middelkoop     | 1    |
| 8.     | Jef de Neeling      | 1    |
| Totaal | Totaal              | 40   |

| #      | Naam        | Goal |
| ------ | ----------- | ---- |
| –      | Geen speler | 0    |
| Totaal | Totaal      | 0    |

## Voetnoten
SC Cambuur ·
FC Dordrecht ·
Eindhoven ·
Fortuna SC ·
Fortuna ·
De Graafschap ·
Heerenveen ·
Helmond Sport ·
Heracles ·
HVC ·
PEC Zwolle ·
Roda JC ·
SVV ·
Veendam ·
Vitesse ·
Volendam ·
De Volewijckers ·
FC VVV ·
Wageningen ·
Willem II